# 3248 Farinella
A 3248 Farinella (ideiglenes jelöléssel 1982 FK) egy kisbolygó a Naprendszerben. Edward L. G. Bowell fedezte fel 1982. március 21-én.